# Jo'el Palgi
Jo'el Palgi (hebrejsky: יואל פלגי, rodným jménem Emil Nussbecher; 1. ledna 1918 – 21. února 1978) byl izraelský voják, diplomat, státní úředník a dlouholetý viceprezident letecké společnosti El Al. Zasloužil se o vznik výsadkářského sboru izraelské armády a byl jeho prvním velitelem, působil jako velvyslanec v Tanganice, ředitel civilního letectví na ministerstvu dopravy či jako ředitel výstavby izraelské zdravotní pojišťovny Kupat cholim. Během druhé světové války se zúčastnil tajné výsadkářské mise, při které seskočil za nepřátelskými liniemi, aby pomohl Britům v jejich válečném úsilí a pomohl místním židovským komunitám. Okolnostmi však byl nakonec donucen se udat a v listopadu 1944 skončil ve vlakovém transportu vězňů do nacistického Německa, z něhož se mu podařilo uprchnout. V 50. letech bylo jeho válečné angažmá v Maďarsku kritizováno v tzv. Kastnerově procesu.

## Biografie
Narodil se v Kolozsváru v Rakousku-Uhersku (dnešní Kluž v Rumunsku). V roce 1939 podnikl aliju do britské mandátní Palestiny, kde se stal jedním ze zakladatelů kibucu Ma'agan.

### Výsadkářská mise
Počátkem 40. let se Palgi přihlásil do elitních úderných jednotek Palmach a později se stal jedním z prvních dobrovolníků na tajnou výsadkářskou misi, během níž měl spolu s dalšími dobrovolníky seskočit za nepřátelskými liniemi v Evropě. Koncem roku 1943 a počátkem následujícího roku podstoupil s ostatními výcvik, během něhož se naučil skákat s padákem, judo, střelbu a údržbu různých zbraní a nakonec i infiltraci, sabotážím a špionáži. V únoru se s dalšími dobrovolníky přesunul do Káhiry, kde absolvoval poslední část výcviku (již zmíněnou zpravodajskou).

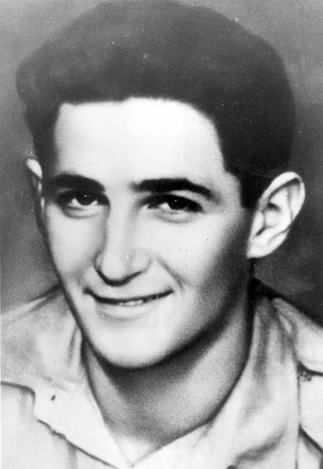
Nad Jugoslávií nakonec Palgi seskočil s Perecem Goldsteinem

Počátkem března 1944 došlo vzhledem k vývoji událostí v Evropě k přehodnocení plánu maďarského výsadku. Původně měla skupina sestávající z Jo'ela Palgiho, Aby Berdičeva, Re'uvena Dafniho, Perece Goldsteina, Jony Rozena a Chany Senešové seskočit přímo nad Maďarskem, ale kvůli informacím britských zpravodajských služeb o blížící se německé okupaci Maďarska bylo rozhodnuto o rozdělení skupiny, která měla namísto svého původního cíle seskočit nad Jugoslávií. Berdičev, Dafni, Rozen a Senešová seskočili v polovině března, Palgi je s Golsteinem následovali o měsíc později. Následně se vydali na cestu za první částí skupiny do Sredici, kde se shledali 6. května. Skupina se následně rozdělila a Senešová s Palgim a Goldsteinem hledali možnosti překročení hranic do Maďarska. Jednoho večera, 13. května, mu Senešová prozradila svůj záměr již déle nečekat a odejít do Maďarska. Pokoušel se jí ho nejprve rozmluvit, ale když viděl, že má patrně pravdu, rozhodl se, že se k ní přidá. Podle plánu měli hranici překročit každý sám a sejít se měli nějakou z následujících sobot v Budapešti (buď před Velkou synagogou nebo před Svatoštěpánskou bazilikou). Senešová překročila hranici 9. června za doprovodu tří odbojářů, kteří předtím prchli z Maďarska. Po několika dnech však byla zatčena a převezena do věznice v Budapešti.
Když už deset dní od chvíle, kdy překročila hranice, neměl s Goldsteinem žádné zprávy o jejím osudu, vydali se do Maďarska a podařilo se jim dostat až do Budapešti. Tam na ni bez úspěchu čekali. Ve městě se rovněž setkali s místními odbojáři a dr. Rudolfem Kastnerem z Pomocného a záchranného výboru, který vyjednával s Adolfem Eichmannem o propuštění maďarských Židů výměnou za peníze a cennosti. Kastner přesvědčil Palgiho, svého dávného kamaráda, aby se přihlásil na gestapu coby zástupce Židovské agentury, který přijel vyjednávat o osudu Židů. Jeho plán, podle kterého měl od Němců získat imunitu, však nevyšel a Palgi byl 29. června zatčen a uvězněn ve stejném vězení jako Senešová. Rovněž byl mučen, ale nevyzradil žádnou informaci. Během svého věznění se neúspěšně pokusil o sebevraždu. Později se od dozorce dozvěděl, že je ve stejném vězení držena jistá palestinská dívka. Následující den zjistil, že jde skutečně o Senešovou a že je vězněna na samotce tři patra nad jeho celou. Podařilo se mu s ní navázat kontakt prostřednictvím zrcátka, kterým házel prasátka. Takto spolu byli schopni po několik následujících týdnů komunikovat pomocí vzkazů posílaných morseovou abecedou. Od spoluvězňů se pak dozvěděl, jak statečně si Senešová při svém věznění počíná a jak povzbuzuje ostatní vězně.
Dne 11. září byli Senešová, Palgi a Goldstein předáni Maďarům a byli převezeni z věznice gestapa do vojenské věznice v ulici Margit körút. Vzhledem k politickému vývoji v Maďarsku došlo mezitím ve vězení k uvolnění poměrů, díky kterému si spolu mohli Senešová a Palgi dokonce promluvit. Senešová mu vyprávěla, jak byla zajata, a jak se posléze setkala ve vězení s matkou. Později byli každý převezen do jiné věznice (a od té doby se již nesetkali.
Senešová byla v soudním procesu, který se konal 28. října 1944, obviněna z vlastizrady. Původně před ním měli stanout i Palgi s Goldsteinem, ale nakonec se tak nestalo. Soudci nedospěli k rozhodnutí a soud odročili. Nakonec 6. listopadu uprchli z Maďarska. Senešové případ vzal do vlastních rukou vojenský prokurátor kapitán dr. Gyula Simon, který z vlastní iniciativy nařídil její popravu, která proběhla 7. listopadu.
Dne 23. listopadu 1944 byl Palgi zařazen do transportu vězňů do Německa. Podařilo se mu vyskočit za jízdy z vlaku a vrátit se do Budapešti, kde se skrýval v prostorách vyslanectví vichistické Francie. Ve městě se ukrýval až do února 1945, kdy město osvobodila Rudá armáda. Tehdy se vypravil do rodného města, aby zjistil, co se stalo s jeho rodinou. Poté v Budapešti po nějaký čas pracoval v sionistické organizaci, načež spolu s Katarinou Senešovou odjel do mandátní Palestiny.

### Poválečné období
Po skončení druhé světové války se angažoval v ilegální židovské imigraci (alija Bet), následně se vrátil do svého kibucu a po vzniku Izraele se zasloužil o vznik výsadkářského sboru izraelské armády. V roce 1949 stanul v čele národního leteckého dopravce El Al v pozici viceprezidenta v níž působil až do roku 1960.
V polovině 50. let se v Izraeli konal tzv. Kastnerův proces. Původně soud s novinářem Malki'elem Gruenwaldem, který v článku obvinil Rudolfa Kastnera, mimo jiné z kolaborace s nacisty, se zvrátil v proces proti Kastnerovi samému. Jako jeden ze svědků u soudu vystoupil i Jo'el Palgi a jeho tři dny trvající výpovědi se v Izraeli dostalo mimořádného mediálního pokrytí. Při křížovém výslechu byl Gruenwaldovým právním zástupcem Šmu'elem Tamirem nejprve obviněn, že se jeho výpověď neshoduje s jeho knihou Ruach gedola ba'a (רוח גדולה באה), kterou napsal o několik let dříve. Vysvětlil, že jde o román a nikoliv historickou knihu, připustil však rozpory s realitou, především v případu uvěznění Goldsteina. Poté však Palgiho nařkl s kolaborace s nacisty a požádal jej, aby vysvětlil, zdali při své návštěvě gestapa požadoval dokument, že působil „v jeho službách“ či „pod jeho ochranou“. Zlomený Palgi nebyl schopen reagovat ani vysvětlit své a Kastnerovo jednání a odmítl dále vypovídat.
Kromě pozice viceprezidenta El Al též působil jako ředitel civilního letectví na izraelském ministerstvu dopravy, velvyslanec v Tanganice a ředitel výstavby zdravotnické pojišťovny Kupat cholim.
Zemřel 21. února 1978 na srdeční infarkt.

## Dílo
- רוח גדולה באה [Ruach gedola ba'a]. Tel Aviv: Am Oved, 1978. 251 s. (hebrejsky)
- Into the Inferno: The Memoir of a Jewish Paratrooper behind Nazi Lines. New Brunswick: Rutgers University Press, 2002. 318 s. Dostupné online. ISBN 978-0813531496. (anglicky)